# Coppa del Mondo di combinata
La Coppa del Mondo di combinata era un trofeo assegnato annualmente dalla Federazione Internazionale Sci (FIS), a partire dalla stagione 2006/2007 (con un'interruzione tra il 2012 e il 2015) alla stagione 2019/2020, allo sciatore e alla sciatrice che hanno ottenuto il punteggio complessivo più alto nelle gare di combinata e supercombinata del circuito della Coppa del Mondo di sci alpino.

## Lo svolgimento
Nel corso di una stagione di Coppa del Mondo di sci alpino, che si svolge abitualmente da fine ottobre a marzo, si disputano varie gare per ognuna delle specialità alpine. Ai primi 30 classificati di ogni singola gara vengono assegnati punti a scalare (100 punti al vincitore, 1 al 30°).
La classifica della Coppa del Mondo di combinata viene stilata tenendo conto solo dei risultati delle combinate disputate secondo la formula classica (K) e la formula supercombinata (SC). Alla fine della stagione lo sciatore e la sciatrice con il punteggio complessivo più alto vincono la Coppa del Mondo di specialità.
Il trofeo consegnato al vincitore è una sfera di cristallo, rappresentante il globo terrestre su un piedistallo. Ha la stessa forma, ma con dimensioni ridotte, del trofeo spettante ai vincitori della Coppa del Mondo generale di sci alpino.

## I vincitori
Albo d'oro dei vincitori della Coppa del Mondo di combinata maschile e femminile:
| Stagione  | Uomini             | Uomini        | Donne             | Donne         |
| Stagione  | Vincitore          | Nazionalità   | Vincitore         | Nazionalità   |
| --------- | ------------------ | ------------- | ----------------- | ------------- |
| 2006-2007 | Aksel Lund Svindal | Norvegia      | Marlies Schild    | Austria       |
| 2007-2008 | Bode Miller        | Stati Uniti   | Maria Riesch      | Germania      |
| 2008-2009 | Carlo Janka        | Svizzera      | Anja Pärson       | Svezia        |
| 2009-2010 | Benjamin Raich     | Austria       | Lindsey Vonn      | Stati Uniti   |
| 2010-2011 | Ivica Kostelić     | Croazia       | Lindsey Vonn      | Stati Uniti   |
| 2011-2012 | Ivica Kostelić     | Croazia       | Lindsey Vonn      | Stati Uniti   |
| 2013-2015 | non assegnata      | non assegnata | non assegnata     | non assegnata |
| 2015-2016 | Alexis Pinturault  | Francia       | Wendy Holdener    | Svizzera      |
| 2016-2017 | Alexis Pinturault  | Francia       | Ilka Štuhec       | Slovenia      |
| 2017-2018 | Peter Fill         | Italia        | Wendy Holdener    | Svizzera      |
| 2018-2019 | Alexis Pinturault  | Francia       | non assegnata     | non assegnata |
| 2019-2020 | Alexis Pinturault  | Francia       | Federica Brignone | Italia        |